# Liste der Stolpersteine in Smallingerland

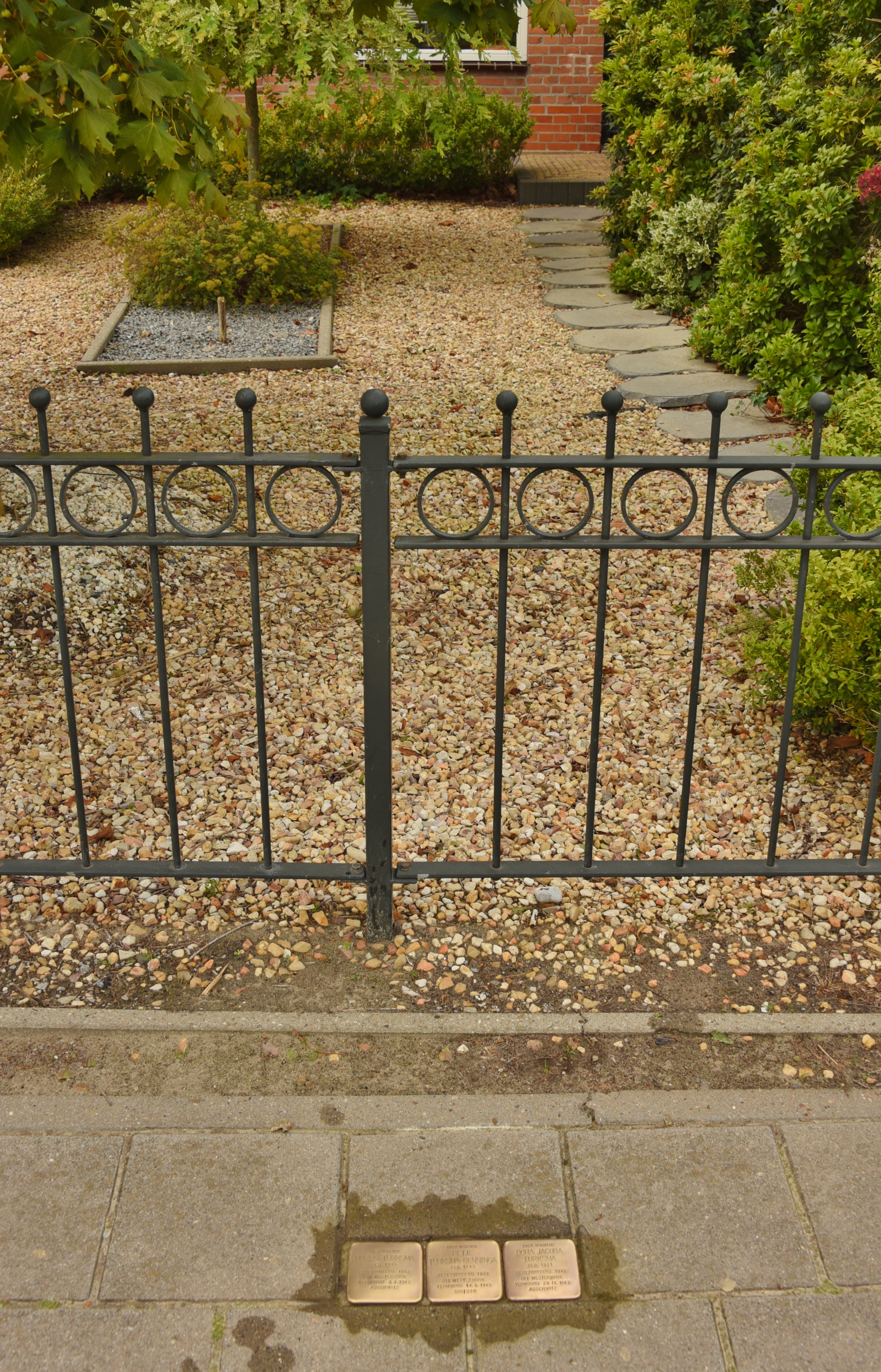
Stolpersteine in Drachten

Die Liste der Stolpersteine in Smallingerland umfasst die Stolpersteine, die vom deutschen Künstler Gunter Demnig in der Gemeinde Smallingerland verlegt wurden, gelegen in der niederländischen Provinz Fryslân. Stolpersteine sind Opfern des Nationalsozialismus gewidmet, all jenen, die vom NS-Regime drangsaliert, deportiert, ermordet, in die Emigration oder in den Suizid getrieben wurden. Demnig verlegt für jedes Opfer einen eigenen Stein, im Regelfall vor dem letzten selbst gewählten Wohnsitz.
Die ersten Verlegungen im Gemeindegebiet fanden am 5. Juli 2016 in Drachten statt.

## Verlegte Stolpersteine
In der Stadt Drachten wurden bislang 15 Stolpersteine an vier Anschriften verlegt.
| Stolperstein | Übersetzung | Verlegort                 | Name, Leben |
| ------------ | --- | ------------------------- | --- |
|              | HIER WOHNTE DINA VAN LEER GEB. 1932 DEPORTIERT 1942 AUS WESTERBORK ERMORDET 23.11.1942 AUSCHWITZ                 | Drachten, Noordkade 106   | Dina van Leer wurde am 9. Juni 1932 in Drachten geboren. Sie war das sechste von insgesamt sieben Kindern von Jacob van Leer (geboren 1893) und Veronica Esje Zwarts (geboren 1900). Drei ihrer Geschwister wurden tot geboren, eine Schwester verstarb im Alter von fünf Monaten. Ihr Bruder Mozes wurde 1927 geboren, ihre Schwester Vrougje 1928. Alle drei galten als geistig behindert. Ihr Vater war Kleinviehhändler, handelte mit Altmetallen, Lumpen und Fellen. Er starb 1939 mit 45 Jahren, ihre Mutter führte das Geschäft weiter, verkaufte Tee und Kaffee von Tür zu Tür. 1942 erhielt die Familie die Weisung sich zu einem Sammelpunkt zu begeben. Ein Polizist besprach mit Veronica van Leer die Flucht der Familie, doch sie entschied sich um, sie wollte mit allen anderen mitgehen. Die Familie wurde seitens eines Polizisten vor der drohenden Deportierung gewarnt, ein Fluchtplan wurde erstellt, doch entschied sich Veronica van Leer um und wollte mit allen anderen Menschen jüdischen Glaubens mitgehen. Am 11. November 1942 wurde die Familie um 22 Uhr verhaftet, wenige Stunden später, um 5 Uhr 50 mit dem Zug nach Leeuwarden überstellt und von dort ins Durchgangslager Westerbork deportiert. Am 20. November 1942 wurden alle drei ins Vernichtungslager Auschwitz deportiert. Dina van Leer, ihre Mutter und ihre Schwester wurden kurz nach der Ankunft des Transportes, am 23. November 1942, ermordet. Ihr Bruder wurde zur Zwangsarbeit eingeteilt und drei Monate später ebenfalls ermordet. Auf dem jüdischen Denkmal in Drachten sind die Namen der vier Ermordeten eingraviert. Ihr Onkel Mozes konnte rechtzeitig aus Drachten fliehen, er und seine Familie überlebten die Shoah.                                                                                                   |
|              | HIER WOHNTE MOZES VAN LEER GEB. 1927 DEPORTIERT 1942 AUS WESTERBORK ERMORDET 28.2.1943 AUSCHWITZ                 | Drachten, Noordkade 106   | Mozes van Leer wurde am 20. August 1927 in Drachten geboren. Seine Eltern waren Jacob van Leer (geboren 1893) und Veronica Esje Zwarts (geboren 1900). Er hatte sechs Geschwister, allerdings wurden drei tot geboren und eine Schwester starb im Alter von fünf Monaten. Seine Schwester Vrougje wurde 1928 geboren, seine Schwester Dina 1932. Alle drei galten als geistig behindert. Mozes van Leers Vater starb 1939, er war Kleinviehhändler und handelte mit Lumpen, Fellen und Altmetall. Seine Mutter führte das Geschäft fort und verkaufte des Weiteren Kaffee und Tee von Haus zu Haus. Ein Polizist versuchte 1942 die Deportation der Familie zu verhindern, besprach mit seiner Mutter die Flucht, doch diese entschied sich dagegen. Am 11. November 1942 wurde die Familie um 22 Uhr verhaftet, wenige Stunden später, um 5 Uhr 50 mit dem Zug nach Leeuwarden überstellt und von dort ins Durchgangslager Westerbork deportiert. Am 20. November 1942 wurden alle drei ins Vernichtungslager Auschwitz deportiert. Seine Schwestern und seine Mutter wurden kurz nach der Ankunft des Transportes, am 23. November 1942, ermordet. Mozes van Leer wurde zur Zwangsarbeit eingeteilt und am 28. Februar 1943 ebenfalls ermordet. Auf dem jüdischen Denkmal in Drachten sind die Namen der vier Ermordeten eingraviert. Sein Onkel Mozes konnte rechtzeitig aus Drachten fliehen, er und seine Familie überlebten die Shoah. |
|              | HIER WOHNTE VROUGJE VAN LEER GEB. 1928 DEPORTIERT 1942 AUS WESTERBORK ERMORDET 23.11.1942 AUSCHWITZ              | Drachten, Noordkade 106   | Vrougje van Leer wurde am 8. August 1928 in Drachten geboren. Ihre Eltern waren Jacob van Leer (geboren 1893) und Veronica Esje Zwarts (geboren 1900). Sie hatte sechs Geschwister, allerdings wurden drei tot geboren und eine Schwester starb im Alter von fünf Monaten. Ihr Bruder Mozes wurde 1927 geboren, ihre Schwester Dina 1932. Alle drei galten als geistig behindert. Vrougje van Leers Vater starb 1939, er war Kleinviehhändler und handelte mit Lumpen, Fellen und Altmetall. Ihre Mutter führte das Geschäft fort und verkaufte des Weiteren Kaffee und Tee von Haus zu Haus. Ein Polizist versuchte 1942 die Deportation der Familie zu verhindern, besprach mit ihrer Mutter die Flucht, doch diese entschied sich dagegen. Am 11. November 1942 wurde die Familie um 22 Uhr verhaftet, wenige Stunden später, um 5 Uhr 50 mit dem Zug nach Leeuwarden überstellt und von dort ins Durchgangslager Westerbork deportiert. Am 20. November 1942 wurden alle drei ins Vernichtungslager Auschwitz deportiert. Vrougje van Leer, ihre Mutter und ihre Schwester wurden kurz nach der Ankunft des Transportes, am 23. November 1942, ermordet. Ihr Bruder wurde zur Zwangsarbeit eingeteilt und drei Monate später ebenfalls ermordet. Auf dem jüdischen Denkmal in Drachten sind die Namen der vier Ermordeten eingraviert. Ihr Onkel Moses konnte rechtzeitig aus Drachten fliehen, er und seine Familie überlebten die Shoah. |
|              | HIER WOHNTE VERONICA ESJE VAN LEER-ZWARTS GEB. 1900 DEPORTIERT 1942 AUS WESTERBORK ERMORDET 23.11.1942 AUSCHWITZ | Drachten, Noordkade 106   | Veronica Esje van Leer-Zwarts, auch Vronica Esther, wurde am 5. August 1900 in Raalte geboren. Ihre Eltern waren Mozes Zwarts (1848–1924) und Dina Zwarts-de Lange (1861–1943). Sie hatte neun Geschwister, ein Bruder starb als Baby. Am 12. Juni 1924 heiratete sie den aus Drachten stammenden Jacob van Leer, das Paar zog nach Drachten. Dort handelte ihr Mann mit Kleinvieh, Altmetallen, Fellen und Lumpen. Er betrieb das Geschäft zusammen mit seinem Bruder Mozes. Veronica van Leer und ihr Mann wurden Eltern von sieben Kindern, wobei drei tot geboren wurde und eines mit fünf Monaten starb. Das Kleinkindalter überlebten Mozes (geboren 1927), Vrougje (geboren 1928) und Dina (geboren 1932). Alle drei galten als geistig behindert. Im Jahr 1939 starb ihr Mann, sie übernahm sein Geschäft fort und verkaufte auch Tee und Kaffee als Haustürgeschäft. Vor der drohenden Deportation 1942 versuchte ein Polizist sie und ihre Kinder zu retten, arbeitete einen Plan für die Flucht mit ihr aus, doch kurzfristig entschied sie sich dagegen. Am 11. November 1942 wurde die Familie um 22 Uhr verhaftet, wenige Stunden später, um 5 Uhr 50 mit dem Zug nach Leeuwarden überstellt und von dort ins Durchgangslager Westerbork deportiert. Am 20. November 1942 wurden alle drei ins Vernichtungslager Auschwitz deportiert. Veronica Esje van Leer-Zwarts und ihre Töchter wurden kurz nach der Ankunft des Transportes, am 23. November 1942, ermordet. Ihr Sohn wurde zur Zwangsarbeit eingeteilt und drei Monate später ebenfalls ermordet. Ihre Mutter und alle ihre Geschwister wurden ebenfalls Opfer der Shoah und ermordet. Ihrem Schwager Mozes gelang rechtzeitig die Flucht, er und seine Familie überlebten. Auf dem jüdischen Denkmal in Drachten sind die Namen der vier Ermordeten eingraviert. |
|              | HIER WOHNTE BETSIE MOK-TURKSMA GEB. 1923 DEPORTIERT 1943 AUS WESTERBORK ERMORDET 9.7.1943 SOBIBOR                | Drachten, Noordkade 106   | Betsie Mok-Turksma wurde am 11. September 1923 geboren. Ihre Eltern waren Jacob Turksma (geboren 1888) und Rozette Turksma-Benninga (geboren 1886). Sie hatte zwei jüngere Brüder, David Julius (geboren 1925) und Simon (geboren 1927). Mok-Turksma zog nach Haarlem und arbeitete als Hilfsköchin im jüdischen Joles-Krankenhaus. 1942 heiratete sie ihren Cousin, den Buchhalter Noah Simon Mok. Ihren Eltern war die Teilnahme an der Hochzeit auf Grund des Reiseverbotes für Juden nicht möglich. Nach der Heirat musste das Paar nach Amsterdam umziehen. Am 20. Juni 1943 wurde das Paar während einer Razzia verhaftet. Sie wurden in das Lager Westerbork deportiert und von dort am 6. Juli 1943 in das Vernichtungslager Sobibor überstellt. Betsie Mok-Turksma und ihr Mann wurden dort unmittelbar nach der Ankunft am 9. Juli 1943 ermordet. |
|              | HIER WOHNTE DAVID JULIUS TURKSMA GEB. 1925 DEPORTIERT 1942 AUS WESTERBORK ERMORDET 28.2.1943 AUSCHWITZ           | Drachten, Kerkstraat 3    | David Julius Turksma wurde am 19. Mai 1925 in Drachten geboren. Seine Eltern waren Jacob Turksma (geboren 1888) und Rozette Turksma-Benninga (geboren 1886). Er hatte eine ältere Schwester Betsie (geboren 1923) und den jüngeren Bruder namens Simon (geboren 1927). Sein Vater handelte mit Altmetall, Lumpen und Tierhäuten. David Turksma begleitete seinen Vater oft zum Wochenmarkt, half bei der Arbeit. Seine Eltern ließen die Söhne eine weiterführende Schule besuchen, damit sie bessere Möglichkeiten später hätten. Ab 1941 war es ihm und seinem Bruder auf Grund ihrer jüdischen Abstammung nicht mehr möglich ihre Schule zu besuchen, sie wechselten in eine jüdische Schule in Leeuwarden. Am 12. November 1942 wurde David Turksma, als erster aus der Familie, verhaftet und ins Durchgangslager Westerbork deportiert. Sein Vater galt als kriegswichtig, daher wurde für ihn und dem jüngsten Sohn der Familie eine Ausnahme gemacht. Aus dem Deportationszug warf Turksma noch eine Postkarte an seine Freundin mit der Bitte, diese auch seinen Eltern zu geben. Am 20. November 1942 wurde er ins Vernichtungslager Auschwitz deportiert. Dort war er zumindest am 16. Januar 1943 noch in der Krankenstation. David Julius Turksma wurde am 28. Februar 1943 in Auschwitz ermordet. Seine Eltern und sein Bruder wurden 1943 ebenfalls nach Westerbork deportiert, nachdem sie Fluchtmöglichkeiten abgelehnt hatten, seine Schwester und deren Ehemann wurden im Juni 1943 verhaftet. Die gesamte Familie wurde in Sobibor ermordet. Auf dem jüdischen Denkmal in Drachten ist sein Name zur Erinnerung eingraviert. |
|              | HIER WOHNTE DORA JACOBA TURKSMA GEB. 1921 DEPORTIERT 1942 AUS WESTERBORK ERMORDET 23.11.1942 AUSCHWITZ           | Drachten, Stationsweg 113 | Dora Jacoba Turksma wurde am 20. April 1921 geboren. Ihre Eltern waren Mozes Turksma (geboren 1885) und Betje Turksma-Benninga (geboren 1885). Sie hatte drei Geschwister, Betsie (geboren 1921), David Julius (geboren 1925) und Simon (geboren 1927). Sie wurde am 12. November 1942 ins Durchgangslager Westerbork deportiert und von dort am 20. November 1942 ins Vernichtungslager Auschwitz deportiert. Dora Jacoba Turksma wurde hier am 23. November 1942 ermordet. Ihre Eltern wurden auch Opfer der Shoah. Auf dem jüdischen Denkmal in Drachten ist ihr Name zur Erinnerung eingraviert. |
|              | HIER WOHNTE JACOB TURKSMA GEB. 1888 DEPORTIERT 1943 AUS WESTERBORK ERMORDET 14.5.1943 SOBIBOR                    | Drachten, Kerkstraat 3    | Jacob Turksma wurde am 9. April 1888 geboren. Seine Eltern waren David Turksma und Betje de Vries. Im Jahr 1922 heiratete er Rosette Benninga. Das Paar bekam drei Kinder, Betsie (geboren 1923), David (geboren 1925) und Simon (geboren 1927). Jacob Turksma hatte das Geschäft seines Vaters übernommen und handelte mit Lumpen, Altmetall und Tierhäuten. Seinen Söhne versuchte er bessere Möglichkeiten zu bieten und schickte sie an eine weiterführende Schule. Auf Grund seines Handelns mit Altmetallen und Tierhäuten galt Turksma als kriegswichtig und er wurde später verhaftet als sein ältester Sohn. Der Familie Turksma wurden Fluchtmöglichkeiten angeboten, diese lehnten sie ab, einerseits, damit niemand anders sich gefährdet, andererseits um zusammenzubleiben und auch, weil sie glaubten, der Krieg würde bald enden. Am 11. März 1943 wurden auch Jacob Turksma, seine Frau und sein jüngster Sohn nach Westerbork deportiert. Ungefähr 2 Monate später wurden sie nach Sobibor überstellt. Jacob Turksma, seine Frau und sein Sohn wurden dort am 14. Mai 1943 ermordet. Seine Tochter und deren Ehemann wurden zwei Monate später ebenfalls in Sobibor ermordet. Sein ältester Sohn wurde in Auschwitz ermordet. Auf dem jüdischen Denkmal in Drachten ist auch sein Name zur Erinnerung eingraviert. |
|              | HIER WOHNTE MOZES TURKSMA GEB. 1885 DEPORTIERT 1942 AUS WESTERBORK ERMORDET 3.9.1942 AUSCHWITZ                   | Drachten, Stationsweg 113 | Mozes Turksma wurde am 26. Juli 1885 geboren. Seine Eltern waren David Turksma und Betje de Vries. Er war verheiratet mit Betje Turksma-Benninga, das Paar hatte eine Tochter, die 1921 geborene Dora Jacoba. Mozes Turksma war Kaufmann. 1942 wurde er in das Durchgangslager Westerbork deportiert und von dort am 31. August 1942 nach Auschwitz überstellt. Mozes Turksma wurde dort unmittelbar nach der Ankunft des Transportes, am 3. September 1942, ermordet. Auch seine Frau und seine Tochter wurden Opfer der Shoah. Auf dem jüdischen Denkmal in Drachten ist sein Name zur Erinnerung eingraviert. |
|              | HIER WOHNTE SIMON TURKSMA GEB. 1927 DEPORTIERT 1943 AUS WESTERBORK ERMORDET 14.5.1943 SOBIBOR                    | Drachten, Kerkstraat 3    | Simon Turksma wurde am 12. Februar 1927 geboren. Er war das jüngste Kind von Jacob Turksma (geboren 1888) und Rozette Turksma-Benninga (geboren 1886). Er hatte die Schwester Betsie (geboren 1923) und den Bruder namens David Julius (geboren 1925). Sein Vater handelte mit Altmetall, Lumpen und Tierhäuten. Seine Eltern ließen die Söhne eine weiterführende Schule besuchen, damit sie bessere Möglichkeiten später hätten. Ab 1941 war es ihm und seinem Bruder auf Grund ihrer jüdischen Abstammung nicht mehr möglich ihre Schule zu besuchen, sie wechselten in eine jüdische Schule in Leeuwarden. Am 11. März 1943 wurden auch Simon Turksm und seine Eltern nach Westerbork deportiert. Ungefähr 2 Monate später wurden sie nach Sobibor überstellt. Simon Turksma und seine Eltern wurden dort am 14. Mai 1943 ermordet. Seine beiden Geschwister wurde ebenfalls ermordet. Auf dem jüdischen Denkmal in Drachten ist auch sein Name zur Erinnerung eingraviert. |
|              | HIER WOHNTE BETJE TURKSMA-BENNINGA GEB. 1885 DEPORTIERT 1943 AUS WESTERBORK ERMORDET 14.5.1943 SOBIBOR           | Drachten, Stationsweg 113 | Betje Turksma-Benninga wurde am 8. Januar 1885 in Eenrum geboren. Ihre Eltern waren Noach Benninga und Juutje van Dam. 1920 heiratete sie den Kaufmann Mozes Turksma, das Paar hatte eine Tochter, die 1921 geborene Dora Jacoba. Am 11. März 1943 wurde Turksma-Benninga nach Westerbork deportiert und zwei Monate später, am 11. Mai nach Sobibor überstellt. Betje Turksma-Benninga wurde dort kurz nach der Ankunft des Transportes, am 14. Mai 1943, ermordet. Ihr Ehemann und ihre Tochter wurden bereits 1942 in Auschwitz ermordet. Auf dem jüdischen Denkmal in Drachten ist ihr Name zur Erinnerung eingraviert. |
|              | HIER WOHNTE ROSETTE TURKSMA-BENNINGA GEB. 1886 DEPORTIERT 1943 AUS WESTERBORK ERMORDET 14.5.1943 SOBIBOR         | Drachten, Kerkstraat 3    | Rosette Turksma-Benninga wurde am 18. August 1886 in Eenrum geboren. Ihre Eltern waren Noach Benninga und Juutje van Dam. 1922 heiratete sie den Kaufmann Jacob Turksma. Das Paar bekam drei Kinder, Betsie (geboren 1923), David (geboren 1925) und Simon (geboren 1927). Ihr Sohn David wurde 1942 verhaftet, deportiert und in Auschwitz ermordet. Der Familie wurde Fluchthilfe angeboten, doch lehnten sie diese ab, sie wollten niemanden in Schwierigkeiten bringen, glaubten der Krieg würde bald enden und sie wollten zusammenbleiben. Ihr Mann galt als kriegswichtig, so dass ein wenig Schutz für die Familie bestand. Am 11. März 1943 wurden auch Rosette Turksma-Benninga, ihr Mann und ihr jüngster Sohn nach Westerbork deportiert. Ungefähr 2 Monate später wurden sie nach Sobibor überstellt. Rosette Turksma-Benninga, Ehemann und Sohn wurden dort am 14. Mai 1943 ermordet. Ihre Tochter Betsie, die 1942 geheiratet hatte, wurde mit ihrem Ehemann ebenfalls in Sobibor ermordet. Auf dem jüdischen Denkmal in Drachten ist ihr Name zur Erinnerung eingraviert. |
|              | HIER WOHNTE ANNA ZILVERBERG GEB. 1921 DEPORTIERT 1942 AUS WESTERBORK ERMORDET 23.11.1942 AUSCHWITZ               | Drachten, Beter Wonen 19  | Anna Zilverberg wurde am 5. März 1921 in Tietjerksteradeel geboren. Ihre Eltern waren der Metzger Heiman Zilverberg (geboren 1885) und Hinderika Zilverberg-Mozes (geboren 1890). Sie hatte mehrere Geschwister, Rachel, Geertje, Jacob (geboren 1915) und die 1926 geborene Saartje. Ihr Vater starb 1929. Im Jahr 1942 wurden Anna und ihre Schwester Saartje in das Lager Westerbork deportiert und von dort im November 1942 nach Auschwitz überstellt. Anna Zilverberg wurde am 23. November 1942 ermordet, ebenso wie ihre Schwester. Von ihren Geschwistern überlebten Geertje und ihr Bruder Jacob die Shoah. Jacob war ebenfalls nach Auschwitz deportiert worden. Ihre Mutter wurde 1943 in Sobibor ermordet. Auf dem jüdischen Denkmal in Drachten ist ihr Name zur Erinnerung eingraviert. |
|              | HIER WOHNTE SARA ZILVERBERG GEB. 1926 DEPORTIERT 1942 AUS WESTERBORK ERMORDET 23.11.1942 AUSCHWITZ               | Drachten, Beter Wonen 19  | Sara Zilverberg, auch Saartje, wurde am 19. November 1926 in Leeuwarden geboren. Ihre Eltern waren der Metzger Heiman Zilverberg (geboren 1885) und Hinderika Zilverberg-Mozes (geboren 1890). Sie hatte mehrere Geschwister, Rachel, Geertje, Jacob (geboren 1915) und die 1921 geborene Anna. Ihr Vater starb 1929. Im Jahr 1942 wurden Saartje und ihre Schwester Anna in das Lager Westerbork deportiert und von dort im November 1942 nach Auschwitz überstellt. Saartje Zilverberg wurde am 23. November 1942 ermordet, ebenso wie ihre Schwester. Von ihren Geschwistern überlebten Geertje und Jacob die Shoah. Ihre Mutter wurde 1943 in Sobibor ermordet. Auf dem jüdischen Denkmal in Drachten ist ihr Name zur Erinnerung eingraviert. |
|              | HIER WOHNTE HINDERIKA ZILVERBERG-MOZES GEB. 1890 DEPORTIERT 1943 AUS WESTERBORK ERMORDET 30.4.1943 SOBIBOR       | Drachten, Beter Wonen 19  | Hinderika Zilverberg-Mozes wurde am 18. Januar 1890 in Groningen geboren. Ihre Eltern waren Jacob Mozes und Rachel Levit. 1910 heiratete sie den Metzger Heiman Zilverberg. Das Paar hatte fünf Kinder, Rachel, Geertje, Jacob (geboren 1915), Anna (geboren 1921) und Saartje (geboren 1926). Ihr Mann starb 1929. Ihr sohn lebte mit seiner Frau Martha Zilverberg-Polak und dem gemeinsamen Kind Hennie in Amsterdam. Zilverberg-Mozes machte sich auf Grund der Geschichten über Verschleppung von Juden immer mehr Sorgen um ihr Enkelkind. Hennie kann bei der Familie Vermeulen untergebracht werden, Roelof Cornelis Vermeulen, ist selbst im Widerstand. Anna und Saartje wurden 1942 deportiert und in der Folge in Auschwitz ermordet. Zilverberg-Mozes wurde 1943 nach Westerbork deportiert und von dort nach Sobibor überstellt. Hinderika Zilverberg-Mozes wurde dort am 30. April 1943 ermordet. Auf dem jüdischen Denkmal in Drachten ist ihr Name zur Erinnerung eingraviert. Ihre Tochter Rachel wurde ebenfalls 1942 ermordet. Ihr Sohn Jacob war mit seiner Frau und seiner Schwiegermutter nach Auschwitz deportiert worden, die beiden Frauen wurden sofort ermordet, Jacob überlebte das Vernichtungslager. Enkeltochter Hennie war inzwischen bei Familie Rekker, ebenfalls Widerstandskämpfer, in Kollumerzwaag untergekommen und überlebte ebenfalls die systematische Verfolgung und Vernichtung von Juden. |

## Verlegedaten
- 5. Juli 2016
- 20. Oktober 2017